# 中井千万騎
中井 千万騎（なかい ちまき、1896年（明治29年）7月1日 - 1983年（昭和58年）2月17日）は、大日本帝国陸軍軍人。最終階級は陸軍少将。功四級。旧姓は中村。

## 経歴
1896年（明治29年）に愛媛県で生まれた。陸軍士官学校第30期、陸軍大学校第39期卒業。1940年（昭和15年）3月9日に陸軍砲兵大佐進級と同時に第1船舶輸送参謀に着任し、6月8日に船舶輸送参謀を経て、8月1日に支那派遣軍参謀に着任し、日中戦争に出動。1941年（昭和16年）7月7日に兼中支那碇泊場監部参謀となる。7月31日に留守第20師団参謀長に転じ、1943年（昭和18年）9月に第1船舶輸送地区隊長として太平洋戦争に出征し、1944年（昭和19年）4月に第12船舶団長に着任。1945年（昭和20年）3月1日に陸軍少将に進級し、4月1日に船舶砲兵団長となった。